# Hjördís
Hjördís  è un nome proprio di persona islandese femminile.

## Varianti in altre lingue
- Danese: Hjørdis[1]
- Norreno: Hjördís[1]
- Norvegese: Hjørdis[1]
- Svedese: Hjördis[1]
- Tedesco: Jördis[1]

## Origine e diffusione
Riprende il nome norreno Hjördís, composto dai termini hjörr ("spada") e dís ("signora", "dea"). Quest'ultimo elemento si ritrova in alcuni altri nomi usati in Islanda, come ad esempio Ásdís, Vigdís e Valdís.

## Onomastico
Il nome è adespota, cioè non è portato da alcuna santa. Si può festeggiarne l'onomastico il 1º novembre, giorno di Ognissanti.

## Persone

### Variante Hjördis
- Hjördis Töpel, tuffatrice e nuotatrice svedese